# Liste der denkmalgeschützten Objekte in Mitterkirchen im Machland
Die Liste der denkmalgeschützten Objekte in Mitterkirchen im Machland enthält die 4 denkmalgeschützten, unbeweglichen Objekte in Mitterkirchen im Machland.
Bei der Verfassung der Beschreibungen der einzelnen Objekte wurden im Wesentlichen die Informationen der Homepage von Mitterkirchen verwendet.

## Denkmäler
| Foto |                 | Denkmal                                                                                     | Standort                                    | Beschreibung | Metadaten |
| ---- | --------------- | ------------------------------------------------------------------------------------------- | ------------------------------------------- | --- | --- |
| ja   | Datei hochladen | Wasenberg/mittelalterlicher Hausberg HERIS-ID: 38298 Objekt-ID: 37828                       | Hofstetten Standort KG: Hofstetten          | Der Wasenberg ist ein etwa fünf Meter hoher Erdkegelstumpf mit vorgelagertem Graben und Wall und einem Durchmesser von 19 Metern an der obersten Stelle und 37 Metern an der Grabensohle. Derartige Anlagen gehen architekturgeschichtlich auf die Vorbilder der normannischen Erdkegelburgen zurück, bei denen auf einem künstlich angelegten Hügel eine Turmburg aus Holz errichtet wurde | BDA-Hist.: Q2550315 Status: Bescheid Stand der BDA-Liste: 2025-06-30 Name: Wasenberg/mittelalterlicher Hausberg GstNr.: 1950/1                                                            |
| BW   | Datei hochladen | Kruzifix/Kreuz HERIS-ID: 19309 Objekt-ID: 15607                                             | Labing Standort KG: Mitterkirchen           | Kruzifix aus dem 19. Jahrhundert, an der Straße stehend. | BDA-Hist.: Q37847214 Status: § 2a Stand der BDA-Liste: 2025-06-30 Name: Kruzifix/Kreuz GstNr.: 2483                                                                                       |
| ja   | Datei hochladen | Kath. Pfarrkirche hl. Apostel Andreas, Friedhof christlich HERIS-ID: 19305 Objekt-ID: 15603 | Mitterkirchen 24 Standort KG: Mitterkirchen | Die Pfarrkirche wurde 1482 in spätgotischem Stil erbaut und in den 1960er-Jahren sowie nach der Hochwasserkatastrophe des Jahres 2002 saniert und umgebaut. | BDA-Hist.: Q1685887 Status: § 2a Stand der BDA-Liste: 2025-06-30 Name: Kath. Pfarrkirche hl. Apostel Andreas, Friedhof christlich GstNr.: 12/2 Parish Church in Mitterkirchen im Machland |
| ja   | Datei hochladen | Grüner-Kapelle HERIS-ID: 19308 Objekt-ID: 15606                                             | Mitterkirchen Standort KG: Mitterkirchen    | Die Grüner-Kapelle mit dem Naturdenkmal Kastanienbaum und dem Lindenbaum ist eine Gemeindekapelle und wurde Ende des 19. Jahrhunderts errichtet, um für die Fronleichnamsprozession eine vierte Station zu erhalten | BDA-Hist.: Q37847202 Status: § 2a Stand der BDA-Liste: 2025-06-30 Name: Grüner-Kapelle GstNr.: 22                                                                                         |